# Mexicostylus squamatus
Mexicostylus squamatus är en kräftdjursart som beskrevs av Karl Wilhelm Verhoeff1933. Mexicostylus squamatus ingår i släktet Mexicostylus och familjen Porcellionidae. Inga underarter finns listade i Catalogue of Life.